# Eisenbahnbrücke über die Woliborką
Die Eisenbahnbrücke über die Woliborką (früher Schwarzbachgrundviadukt, teils auch Galgenbergviadukt genannt) ist ein Eisenbahnviadukt der Bahnstrecke Kłodzko–Wałbrzych (früher Dittersbach–Glatz) in Nowa Ruda (früher Neurode) in der Woiwodschaft Niederschlesien in Polen. Bei seiner Eröffnung war das Bauwerk die höchste Eisenbahnbrücke Preußens.

## Beschreibung
Das Viadukt liegt zwischen den Bahnstationen Nowa Ruda Przedmieście (früher Kohlendorf) und Nowa Ruda (früher Neurode). Es überspannt das Tal auf einer Länge von 148 Metern mit vier stählernen Fachwerkträgern auf drei Pfeilern.

## Geschichte
Die Bahnstrecke war von Anfang an für den zweigleisigen Betrieb ausgelegt. Eine für die damalige Zeit enorme Leistung war, dass die Fachwerkbrücke in einer Krümmung gebaut wurde. Das Viadukt, das bereits 1880 fertig gestellt wurde, war zunächst jedoch nur mit vier eingleisigen schmiedeeisernen Fachwerkträgern ausgestattet. Erst 1910 wurde mit dem Ausbau für ein zweites Gleis der Bahnstrecke begonnen, und auch das Viadukt wurde erst 1910 mit vier weiteren eingleisigen stählernen Fachwerkträgern ausgestattet.
Im Jahr 1993 wurden die westlichen vier schmiedeeisernen Träger von 1880 zur Entlastung des Bauwerkes entfernt. Seitdem findet der Verkehr nur noch über das verbleibende Gleis auf den stählernen Trägern statt.